# Lullaby of Birdland
Pour les articles homonymes, voir Lullaby et Birdland.
Clip vidéo
[vidéo] « George Shearing & Peggy Lee - Lullaby of Birdland », sur YouTube
[vidéo] « Ella Fitzgerald - Lullaby of Birdland », sur YouTube
[vidéo] « Sarah Vaughan - Lullaby of Birdland », sur YouTube
[vidéo] « Charlie Parker, Dizzy Gillespie, Bud Powell, Charles Mingus, et Max Roach - Lullaby of Birdland - Jazz at Massey Hall (1953) », sur YouTube
Lullaby of Birdland (berceuse du monde des oiseaux, en anglais) est une chanson d'amour standard de jazz américain, composée en 1952 par George Shearing, avec des paroles créditées BY Forster, pseudonyme de George David Weiss (en),. Cet indicatif musical du club de jazz mythique Birdland de Manhattan à New York est enregistré en version instrumentale en 1948 par le George Shearing Quintet, chez MGM Records, et repris avec succès entre autres par Charlie Parker, Sarah Vaughan, Ella Fitzgerald ou Peggy Lee. 

## Histoire

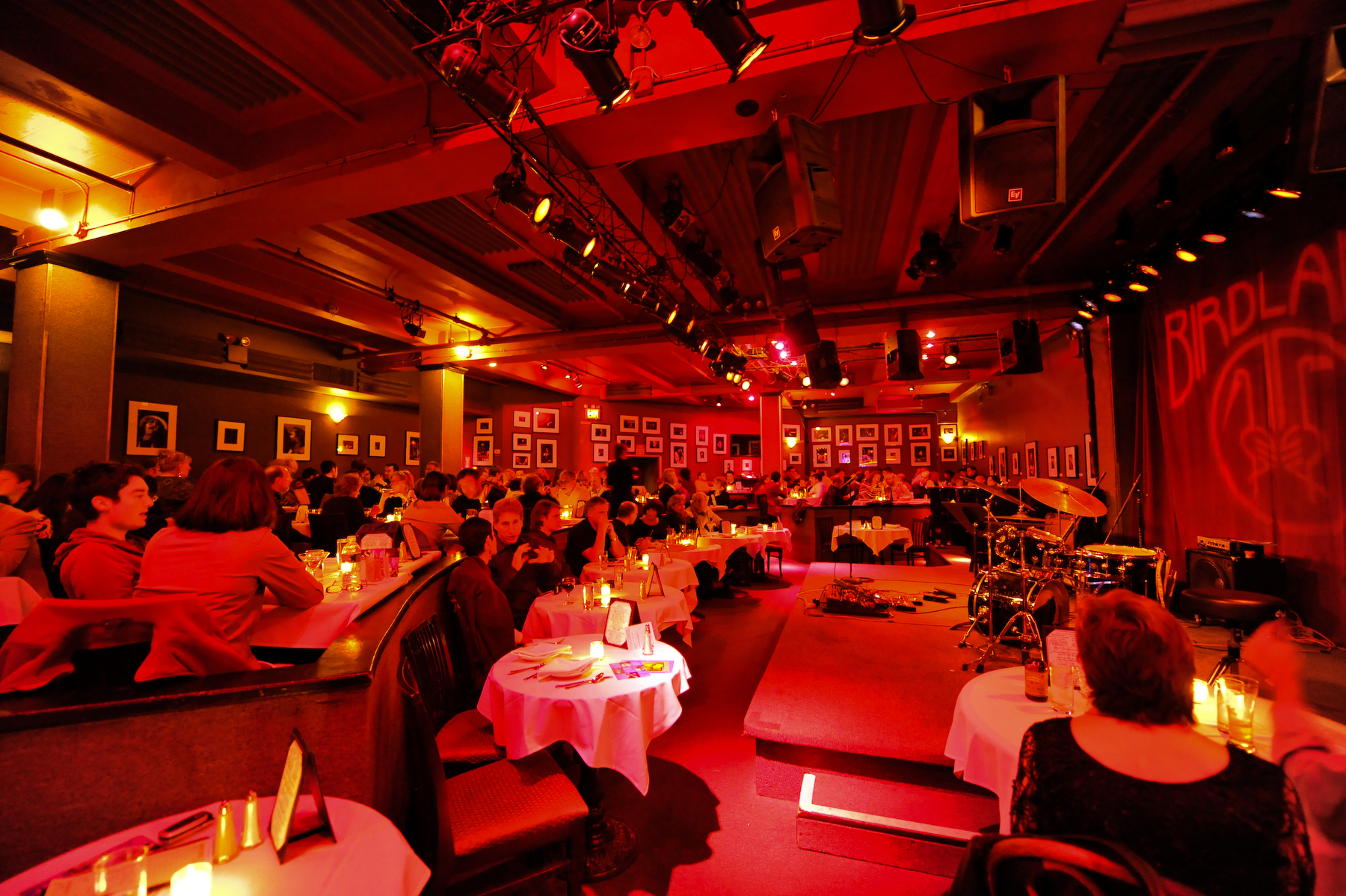
Club de jazz Birdland de Manhattan à New York.

Le titre est dédié au Birdland, club de jazz mythique de Manhattan à New York, fondé en 1949, et dédié à « Bird » surnom de la légende du jazz Charlie Parker. Son cofondateur Morris Levy (en) demande alors au chef d'orchestre George Shearing de composer un thème musical pour son célèbre club de jazz, qui l'enregistre le 17 juillet 1952 avec George Shearing (piano), Dick Garcia (guitare), Al McKibbon (contrebasse), Joe Roland (en) (vibraphone) et Marquis Foster (batterie). Le quintet Charlie Parker, Dizzy Gillespie, Charles Mingus, Bud Powell, et Max Roach l'enregistre à son tour sur leur album live Jazz at Massey Hall de 1953.
Ce titre est ensuite enregistré avec des paroles par Sarah Vaughan, qui le rend célèbre en 1954 « Berceuse du monde des oiseaux, as-tu déjà entendu deux tourterelles roucouler, quand elles s'aiment, c'est une sorte de musique magique, que nous faisons avec nos lèvres, quand nous nous embrassons... Embrasse moi tendrement, et nous irons voler haut dans le monde des oiseaux, parce que nous sommes amoureux... ». 
Il est repris avec succès par de nombreux instrumentistes et interprètes, dont Ella Fitzgerald, Peggy Lee, Eroll Garner, Marian McPartland (Lullaby of Birdland (album)), Duke Ellington, Count Basie, Stan Getz, Lester Young, Lionel Hampton, Quincy Jones, Mina, Olavi Virta, Bill Haley et ses Comets (version twist de Lullaby of Birdland Twist en 1962), Dee Dee Bridgewater, Benjamin Siksou et China Moses (avec André Manoukian en 2010), Mariah Carey (2020)...
Une adaptation française, Lola ou La Légende du pays aux oiseaux, en a été tirée par Jean Constantin. Arrangée par Michel Legrand, elle est interprétée en 1954 par l'octet « Les Blue Stars », premier groupe de jazz vocal français, où se côtoyaient Blossom Dearie, Christiane Legrand, Janine de Waleyne... et rencontre un succès international, reprise entre autres par Jacqueline François.
En 2003, Amy Winehouse rend hommage à Sarah Vaughan en reprenant partiellement l'air de Lullaby of Birdland dans sa chanson October song (album Frank). Le titre est un clin d'œil à l'album September song de Sarah Vaughan où cette dernière reprend le standard.

## Musique
Comme beaucoup d'autres, la musique utilise la structure AABA. Le thème A exposé la première fois, se termine sur un accord de dominante, et reprend pour se terminer la seconde fois sur la tonique qui débouche sur le pont B « And there's a weepy old willow (...) ».  La reprise du thème double la dernière phrase et termine sur une coda sans paroles évocant un chant d'oiseau rendu en scat par Sarah Vaughan.

## Paroles
Oh, Lullaby of birdland, that's what I
Always hear when you sigh,
Never in my wordland could there be ways to reveal
In a phrase how I feel
Have you ever heard two turtle doves
Bill and coo, when they love?
That's the kind of magic music we make with our lips
When we kiss'
And there's a weepy old willow
He really knows how to cry,
That's how I'd cry in my pillow
If you should tell me farewell and goodbye
Lullaby of birdland whisper low
Kiss me sweet, and we'll go
Flying high in birdland, high in the sky up above
Oh because we're in love

## Cinéma, musique de film
Ce standard de jazz est repris pour quelques musiques de film, dont :
- 1956 : Les Tueurs, court métrage d'Andreï Tarkovski. L'air est sifflé par l'acteur qui entre dans le bar[6].
- 2001 : Ma femme est une actrice, d'Yvan Attal - bande originale